# Karl Kolbinger
Karl Kolbinger (* 30. September 1921 in Bernried; † 7. April 2018) war ein deutscher Fagottist.

## Leben und Werk
Karl Kolbinger war von 1947 bis 1950 Solofagottist bei den Münchner Philharmonikern und von 1951 bis 1984 beim Symphonieorchester des Bayerischen Rundfunks. Er spielte ebenfalls im Münchener Bach-Orchester sowie in diversen Kammermusik-Ensembles wie dem Münchner Bläserquintett und dem Münchner Nonett.
Kolbinger hatte eine Professur für Fagott an der Münchner Hochschule für Musik inne. Er schrieb zahlreiche Kompositionen, überwiegend für Kammermusik mit Holzblasinstrumenten.